# Wołowiec (stacja kolejowa)
Wołowiec (ukr. Станція Воловець) – stacja kolejowa w Wołowcu, w obwodzie zakarpackim, na Ukrainie. Jest częścią administracji użhorodzkiej Kolei Lwowskiej. Znajduje się na linii Lwów – Czop.

## Historia
Stacja została otwarta w marcu 1886 w ramach odcinka linii Mukaczewo - Wołowiec. Po zbudowaniu Tunelu Beskidzkiego w 1887 roku i linii do Ławoczne połączyła się z linią do Stryju.
W dwudziestoleciu międzywojennym czechosłowacka, a od 1939 węgierska stacja graniczna na granicy z Polską. Stacją graniczną po stronie polskiej były Ławoczne.
W 1956 roku linię przechodzącą przez stację zelektryfikowano jako pierwszą w rejonie Kolei Lwowskiej.
Na stacji zatrzymują się pociągi podmiejskie, regionalne i dalekobieżne.